# Jakobsstaf

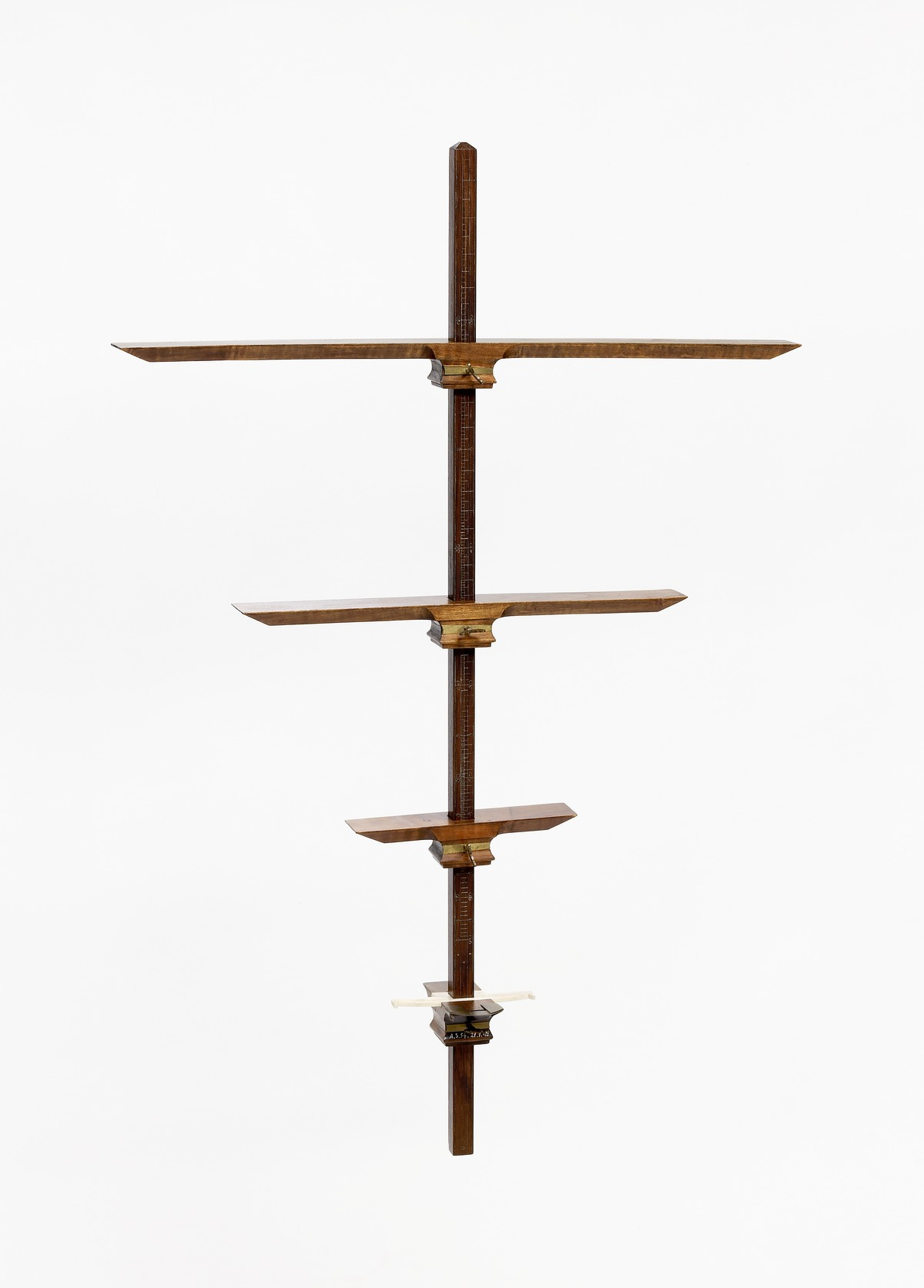
Onderdeel van Jacobsstaf - vierkante meetstok, anoniem, ca 1789, MAS

Een jakobsstaf, graadstok of graadboog (Latijn: baculus jacobi) is een meetinstrument uit de 14e eeuw waarmee men hoeken kan meten, uitgevonden door Gersonides. Men kan er de hoogte of de breedte van een bouwwerk mee bepalen, maar ook de hoek van de zon ten opzichte van de horizon. Hiermee kan men tijdens navigatie op zee de breedtegraad vaststellen waarop men zich bevindt. De jakobsstaf is de voorloper van de sextant.
Voor de zeevaart werd het instrument waarschijnlijk in de 16e eeuw geïntroduceerd. Vooral in Holland is het lang in gebruik gebleven, tot in de 19e eeuw.

## Werking

Hoe de jakobsstaf te gebruiken

Het instrument bestaat uit een stok (ongeveer een meter lang) waarop een schaalverdeling is aangebracht, en waarlangs een haaks daarop geplaatste tweede stok kan schuiven. Men houdt het uiteinde van de jakobsstaf tegen het gezicht en kijkt beurtelings naar de horizon en naar het punt waarvan men de hoek of de hoogte wil meten. Als de dwars geplaatste stok zo wordt geschoven dat deze precies tussen die twee punten lijkt te passen, leest men de schaalverdeling af. Deze is een maat voor de hoek. Om de hoogte van een gebouw te bepalen, moet ook de horizontale afstand tot de onderkant van het gebouw bekend zijn. Met behulp van goniometrische functies kunnen de benodigde berekeningen gemaakt worden.
Op zee werd het instrument gebruikt om de hoogte van de zon of de sterren te bepalen. De dwarsstok werd zodanig verschoven dat de ene kant een ster aanwees, de andere de kim aanraakte. Op de schaalverdeling kon de hoogte dan worden afgelezen. Een nadeel was dat de navigator tegen de zon in moest kijken. Om dat te ondervangen werd een beroet glaasje aan het uiteinde bij het oog bevestigd.   

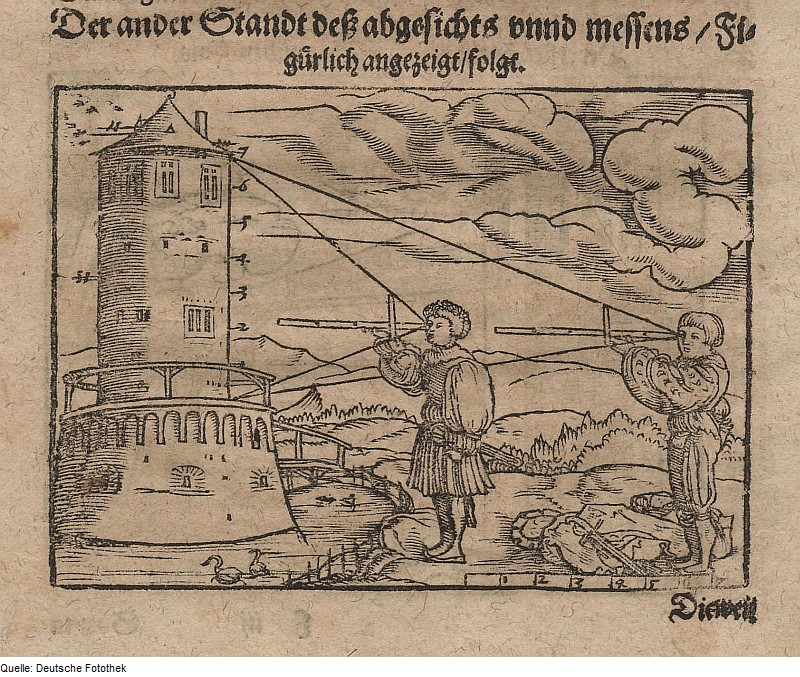
Het bepalen van de hoek waaronder een toren wordt gezien op twee afstanden

## Astronomie
Vroeger werd met deze stok de boogafstand tussen twee sterren bepaald (men schoof de dwarslat totdat men twee sterren tegelijk zag bij de uiteinden). Daaruit volgend kon men ook de hoogte van een hemellichaam boven de horizon meten.